# 天主教弗雷斯諾教區
天主教弗雷斯諾教區（拉丁語：Dioecesis Fresnensis）是美國一個羅馬天主教教區。屬洛杉磯總教區。成立於1967年10月6日。
教區範圍包括加州中部八個縣。2010年有教友1,084,000人、八十九個堂區、一百六十六名司鐸。現任主教為若瑟·V·布倫南，榮休主教為赫門·奧喬亞。